# Heteroclytomorpha quadrinotata
Heteroclytomorpha quadrinotata är en skalbaggsart som beskrevs av Blanchard 1853. Heteroclytomorpha quadrinotata ingår i släktet Heteroclytomorpha och familjen långhorningar. Inga underarter finns listade i Catalogue of Life.